# William Waldegrave, vicomte Chewton
William Frederic Waldegrave, vicomte Chewton (29 juin 1816, Cardington, Bedfordshire – 8 octobre 1854) est un officier de l'armée britannique.

## Biographie
Il est le fils aîné de William Waldegrave (8e comte Waldegrave) et fait ses études à Cheam. Pendant ses études, il sert comme aspirant de marine à bord du navire commandé par son père, le HMS Seringapatam de 1829 à 1831 et, plus tard, diplômé du Trinity College, Cambridge en 1837. Il émigre au Canada et sert avec la milice qui bat les rébellions de 1837 et retourne en Grande-Bretagne en 1843, et sert dans l'armée Britannique.
En 1846, son père hérite de son comté, il prend le titre de courtoisie de vicomte Chewton. Cette année, il combat à la Bataille de Sobraon et puis sert comme capitaine du 6e Régiment d'infanterie stationné au Cap de Bonne-Espérance en 1847, puis au Royal Scots Fusiliers en Écosse en 1848. Chewton combat plus tard à la Bataille de l'Alma en septembre 1854, mais il est mort de ses blessures quelques semaines plus tard.

## Famille
Il épouse, le 2 juillet 1850, Frances Bâtard, fille du Capitaine Jean Bâtard, de Sharpham, Devon, et ils ont un fils, William, en 1851 et, plus tard, une fille qui meurt en bas âge.
Frances, Vicomtesse de Chewton est Dame d'Honneur de la la Reine Victoria, et reçoit l'Ordre de Victoria et Albert, 3e classe. Elle soutient les débuts de carrière du peintre James Sant en lui facilitant la commande de portraits par ses amis et parents. Ces tableaux sont exposés dans la galerie d'Ernest Gambart à Pall Mall en 1861.
Elle est décédée le 11 avril 1902, à Bookham lodge, Cobham, Surrey, dans sa 80e année, d'une pneumonie.